# Munchkin (jeu)
Pour les articles homonymes, voir Munchkin.
Munchkin est un jeu de société de Steve Jackson, illustré par John Kovalic, édité en France par Edge Entertainment (marque commerciale d'Ubik) et distribué par Asmodee France.
Pour 3 à 8 joueurs (3-6 sur la boîte de jeu de base. La limite peut être augmentée avec les extensions), le jeu peut durer entre une et deux heures selon le nombre de joueurs impliqués dans la partie.
Il s'agit d'un jeu de cartes humoristique parodiant les jeux de rôles, et en particulier le concept de Gros Bill (munchkin en anglais).

## Principe
Les joueurs incarnent des personnages de jeux de rôles et ont pour but d'accumuler des objets magiques et de faire augmenter le niveau de leur personnage le plus vite possible. De nombreuses cartes les aident à y parvenir et les joueurs peuvent entre autres trahir leurs compagnons, pleurer dans les jupes du mj (meneur du jeu), invoquer des règles obscures pour gagner des niveaux ou encore essayer de tricher (comme recommandé dans les règles du jeu[réf. souhaitée]). Les personnages ne sont définis que par leur niveau (de 1 à 10), leur classe (magicien, guerrier, voleur, prêtre dans le jeu de base et de nombreuses autres qui s'ajoutent avec les extensions), leur race (tout le monde commence en tant qu'humain mais peut devenir elfe, nain ou halfelin pour le jeu de base, tout comme les classes, certaines extensions en ajoutent), leur sexe (masculin ou féminin), et l'accumulation d'objets magiques qu'ils transportent. Le but du jeu est d'être le premier à faire atteindre le niveau 10 à son personnage. Faire rouler un dé détermine l'issue de certaines phases du jeu.
Les joueurs peuvent s'entraider pour gagner des niveaux, mais aussi se liguer contre un joueur pour l'empêcher d'en gagner.
L'ambiance de ce jeu est clairement tournée vers la dérision, avec de nombreuses cartes d'objets magiques, de malédictions et de monstres plus bizarres les uns que les autres. Citons par exemple l'Octaèdre Gélatineux,  le Dragon de Plutonium ou la plante d'ornement parmi les monstres, le poulet sur la tête pour les malédictions ou l'épée de démembrement, le bandana de gros dur et la targe d'inconscience suicidaire pour les armes.
Munchkin est aussi marqué par des inégalités entre classes, races et sexes, certaines armes sont réservées, prohibées ou donnent plus de points à des classes/races/sexes comme : l'épée karaoké interdite aux voleurs, le bâton de napalm, réservé aux magiciens, la braguette cloutée qui donne un meilleur bonus aux joueurs de sexe masculin, l'épée de féminisme exacerbé, réservé aux joueurs de sexe féminin.
Même chose pour certains monstres comme le mucus baveux, qui a un bonus contre les elfes, le représentant en assurance qui n'affronte pas les voleurs ou même la toute pitite araignée qui a un bonus contre le sexe féminin.
Le jeu parodie également certains types de scénarios simplistes de jeux de rôles comme les « porte-monstre-trésor » qui sont une des façons possibles de jouer à Donjons et Dragons. Ainsi, à chaque tour, le joueur doit ouvrir une porte, combattre le monstre qui se trouve éventuellement derrière, puis s'emparer de son trésor tandis que ses compagnons d'aventure tentent de lui mettre des bâtons dans les roues, de lui voler son matériel ou d'ajouter un monstre supplémentaire à celui qu'il est déjà en train de combattre.
Le but du jeu étant d’atteindre 10 niveaux en combattant les monstres se trouvant dans les donjons ou en les invoquant. Le dernier niveau implique de combattre obligatoirement un monstre.

## Extensions et autres versions

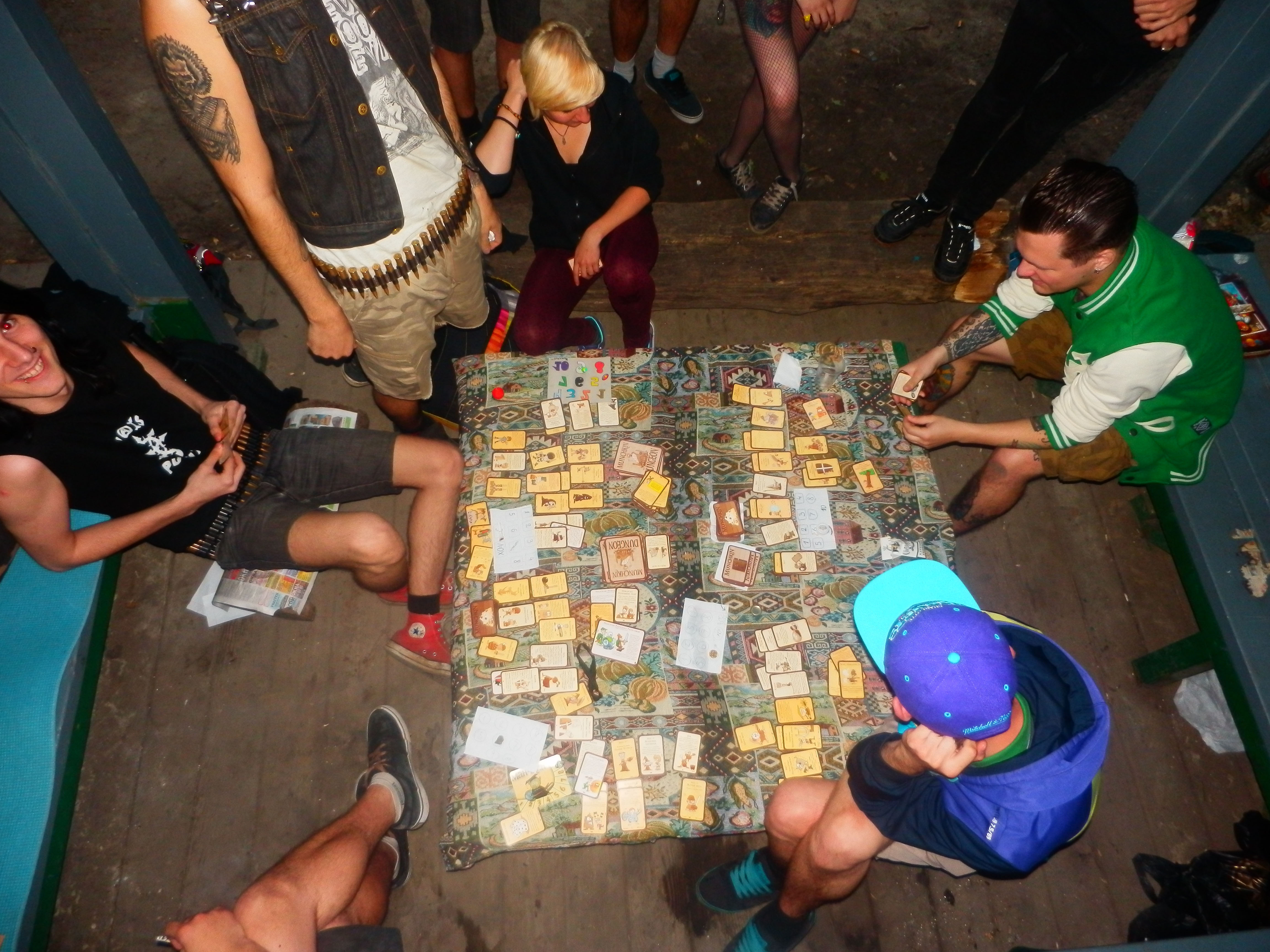
Une partie de Munchkin au sol.

Neuf extensions sont parues à ce jour pour la version française, elles ne modifient pas les règles : 
- Munchkin 2 : Hachement mieux (Unnatural Axe en anglais) : introduit les races orc et halfelin (halfelin (ou « hobbit ») est déjà présente dans la version originale, dès la deuxième édition). Certaines versions ont des cartes vides pour permettre au joueur d'utiliser leurs propres idées.
- Munchkin 3 : Clerc et pas net (Clerical Error en anglais) : ajoute la race gnome et la classe barde,
- Munchkin 4 : Ton destin est sellé (The Need For Steed en anglais) : les montures sont disponibles,
- Munchkin 5 : On zeu rôde again (De-ranged en anglais) : une nouvelle classe fait son entrée, le Rôdeur,
- Munchkin 6 : Le Donjon De La Farce (Demented Dungeons en anglais) : apporte le concept de Donjons, ceux-ci affectant tous les joueurs et parfois même les monstres,
- Munchkin 6.5 : Terribles Tombes : rajoute 20 nouveaux donjons et des cartes Portails pour y accéder.
- Munchkin 7 : oh le gros tricheur (Cheat With Both Hands en anglais), Et  pour quelques cartes de plus...
- Munchkin 8 : Centaure et sans Reproche (Half Horse, Will Travel en anglais) : ajoute les races Centaure et Hommes-Lézard.
- Munhckin 9 : Jurassic Farce[4] (Jurassic Snark en anglais[5]) : ajoute des cartes sur le thème de la préhistoire dont la classe barde.
- Munchkinomicon : extension rajoutant une troisième pioche, les sortilèges.
- Petit Papa Munchkin: ajoute des cartes relatives à noël.

Plusieurs autres versions avec leurs extensions propres du jeu sont parues du côté américain utilisant sensiblement les mêmes règles de base :
- Star Munchkin (le gros bill de l'espace) permet d'évoluer dans l'espace avec des faire-valoir (sidekicks) à ses côtés. On peut ainsi devenir un cyborg, un mutant ou un homme-chat. (Sortie en français en février 2007 par Ubik)
  - Star Munchkin 2 - The Clown Wars (La guerre des clowns)

- Munchkin Fu (le gros bill samouraï) parodie les films de kung fu.
  - Munchkin Fu 2 - Monky Business (Affaire de singes) - Jeu d'homonymie sur « monky » : « de moine » ou « clérical », ici interprété comme « de singe » (monkey)

- Munchkin Bites (le gros bill-garou ou vampire) permet d'être un loup-garou ou un vampire entre autres avec un comparse (minions) peu brillant mais utile.
  - Munchkin Bites 2 - Pants Macabre (Pantalons macabres) rajoute la race des momies.

- Super Munchkin (le super gros bill) permet d'être un super héros avec tous les pouvoirs que cela comporte. Finalement, ce que recherche tout gros bill qui se respecte.
  - Super Munchkin 2 - The Narrow S Cape

- Munchkin Blender (le malaxeur de gros bill) permet de mieux mélanger les différents jeux afin de rendre les parties plus épiques. On peut ainsi devenir des « super ultra munchkin » ou avoir le sang triplement mêlé.

- Munchkin Impossible (Munchkin : Impossible) permet aux joueuses et joueurs de devenir des agents secrets et des espions. Le but est de récupérer des choses auprès des autres joueurs, le tout dans la bonne humeur et dans le même esprit que les autres jeux (disponible en version originale).

- Munchkin Cthulhu : Après avoir écumé les donjons, les temples shaolins, les vaisseaux spatiaux et les maisons hantées, les grosbills font face à leur plus grand défi : Cthulhu ! Survivront-ils ? Conserveront-ils leur santé mentale ? Parviendront-ils à... gagner des niveaux ? Quatre nouvelles classes (dont le Cultiste), des monstres d'au-delà la réalité...
  - Munchkin Cthulhu 2 - Call of Cowthulhu (2007)
  - Munchkin Cthulhu 3 - The Unspeakable Vault (2008)
  - Munchkin Cthulhu 4 - Crazed Caverns

- The Good, the Bad, and the Munchkin : se déroule au Far West
  - The Good, the Bad, and the Munchkin 2 - Beating a dead horse

- Munchkin Booty : permet aux joueurs d'incarner des pirates, et est prévu pour cet été.

- Munchkin Zombies : permet aux joueurs d'incarner des zombies.
  - Munchkin Zombies 2 – Ça Zigouille à Tour de Bras ! (Armed and Dangerous en anglais)
  - Munchkin Zombies 3 – Hideous Hideouts
  - Munchkin Zombies 4 – Spare Parts

- Munchkin warhammer 40000 : vous devenez un Ultramarine, Necron, Aeldari, Ork, Death Guard, ou Tyranid

- Munchkin Quest : version française disponible, ajoute un donjon « en vrai » et en fait un jeu de plateau à la façon de Warhammer Quest ou HeroQuest.

- Epic Munchkin[6] : supplément gratuit de règles pour jouer jusqu'au niveau 20. Au-delà du niveau 10, on a de nouveaux pouvoirs de race ou de classe.

## Anecdotes
En septembre 2007, l’éditeur américain de la série Steve Jackson Games annonce que la seconde extension de Munchkin Cthulhu paraîtra début 2008 et sera consacrée au webcomic Unspeakable Vault (of Doom). Pour l’occasion, François Launet (alias Goomi, l’auteur du webcomic) remplacera l’illustrateur historique de la série, John Kovalic.